# Angelo Vulpiani
Angelo Vulpiani (Borgorose, 8 agosto 1954) è un fisico e saggista italiano, noto per i suoi contributi alla fisica statistica e non lineare.

## Biografia
Angelo Vulpiani ha studiato fisica presso l'Università La Sapienza di Roma, dove si è laureato nel 1977 con relatore Giovanni Jona-Lasinio. Dopo tre anni da borsista presso il CNR a Roma, nel 1981 è diventato ricercatore presso La Sapienza. Nel 1988 si è poi trasferito all'Università dell'Aquila come professore associato, tornando poi a La Sapienza nel 1991, dove dal 2000 è professore ordinario di fisica teorica presso il Dipartimento di Fisica. Nel 2004 è stato nominato fellow dell'Institute of Physics. Nel 2021 ha ricevuto il Statistical and Nonlinear Physics Prize dell'European Physical Society, a riconoscimento dei suoi contributi al campo della meccanica statistica. Nel 2023 gli è stata assegnata la Medaglia Richardson da parte dell'European Geosciences Union, per i suoi lavori sulla risonanza stocastica e sui moti turbolenti. È anche un autore prolifico di libri, sia di stampo divulgativo che specialistico.

## Ricerca scientifica
Il primo contributo importante di Vulpiani alla fisica statistica, e probabilmente il più noto, è stato l'introduzione, all'inizio degli anni '80, del concetto di risonanza stocastica, assieme ad Alfonso Sutera e Roberto Benzi, e la sua applicazione (con l'ulteriore collaborazione di Giorgio Parisi) allo studio della dinamica del clima. Si tratta di un meccanismo matematico generale che spiega come in un sistema fisico non lineare, piccole perturbazioni periodiche unite ad un rumore di fondo stocastico possano venire amplificate fino a generare importanti oscillazioni del sistema. La sua esistenza fu confermata dopo breve tempo in sistemi elettronici, laser e reazioni chimiche, e che ha assunto grande importanza nelle neuroscienze. Per compiere le simulazioni del modello semplificato del clima, lui e Benzi erano costretti a recarsi di notte in un laboratorio del CNR a Roma: stando al racconto di Vulpiani, una notte avrebbero rischiato di essere arrestati, a causa del clima teso che si respirava in Italia durante gli anni di piombo.
Negli anni successivi ha contribuito all'approccio multifrattale (una generalizzazione del concetto di frattale) nei sistemi caotici e nella turbolenza (dove viene usato per descrivere l'intermittenza), e allo studio del comportamento caotico nei sistemi hamiltoniani (a partire dal problema di FPUT). In seguito ha studiato vari problemi legati al trasporto caotico in flussi turbolenti e non, aspetti generali della fisica dei sistemi complessi e relazioni di fluttuazione-dissipazione in meccanica statistica del non equilibrio.

## Opere
- (EN)  con  Tomas Bohr, Mogens H. Jensen e Giovanni Paladin, Dynamical Systems Approach to Turbulence, 1998, ISBN 0-521-47514-7.
- Determinismo e caos, Carocci, 2004, ISBN 978-88-430-3216-7.
- (EN)  con  Fabio Cecconi e Massimo Cencini, Chaos: From Simple Models To Complex Systems, World Scientific, 2009, ISBN 978-981-4277-65-5.
- con  Guido Boffetta, Probabilità in Fisica: Un'introduzione, Springer Science & Business Media, 2012, ISBN 978-88-470-2429-8.
- Caso, probabilità e complessità, Ediesse, 2014, ISBN 978-88-230-1906-5, OCLC 893861361.
- con  Luca Gammaitoni, Perché è difficile prevedere il futuro : il sogno più sfuggente dell'uomo sotto la lente della fisica, Edizioni Dedalo, 2019, ISBN 978-88-220-6882-8, OCLC 1107594960.